# Конная коррида

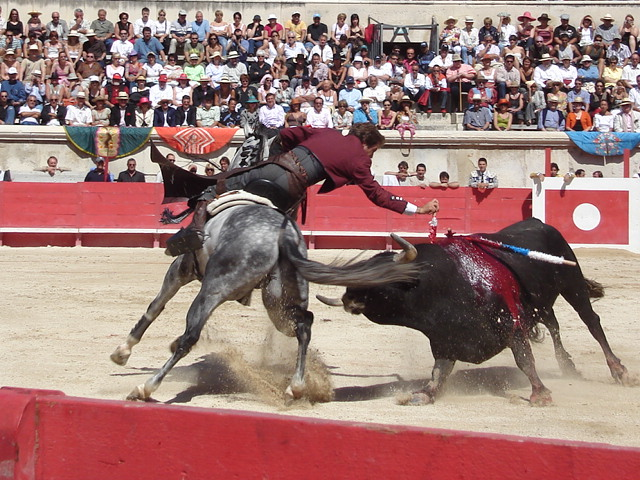

Конная коррида (исп. corrida de rejones; rejoneo — копьё) — одна из разновидностей боя быков, проводимая участниками преимущественно верхом. Данная статья рассказывает только о её испанских правилах (о португальском конном бое быков см. Торада).
Конная коррида проводится в Испании в один из дней (зачастую последний) многодневных «ярмарок», когда организуется серия коррид.
Рехонеадор (название матадора в конной корриде; происходящее от исп. rejoneo — копьё) сражается с быком, сидя на лошади в стиле португальских кавалейро, используя «копья наказания» (rejones de castigo) вместо пики, бандерильи и «копьё смерти» (rejón de muerte) вместо шпаги. Если рехонеадору не удастся убить быка «копьем смерти», он должен спешиться и использовать descabello (прямой нож с крестовиной у конца лезвия). Рехонеадор может сражаться как с молодыми, так и со взрослыми быками, он также должен пройти церемонию посвящения (alternativa).
Кончики рогов быков, с которыми сражаются рехонеадоры, обычно срезаются или оборачиваются кожей (в Португалии), чтобы обеспечить дополнительную защиту для лошадей.
В отличие от пешей корриды, в конной выступления женщин весьма распространены. Достаточно известной была россиянка-рехонеадора Лидия Артамонова.